# گمینا اوواوا
گمینا اوواوا (به لهستانی:  Gmina Oława) یک گمینا در لهستان است که در شهرستان اوواوا واقع شده‌است. گمینا اوواوا ۲۳۳٫۹۸ کیلومتر مربع مساحت و ۱۳٬۴۳۸ نفر جمعیت دارد.